# NGC 4739
NGC 4739 é uma galáxia elíptica (E) localizada na direcção da constelação de Virgo. Possui uma declinação de -08° 24' 35" e uma ascensão recta de 12 horas, 51 minutos e 37,1 segundos.
A galáxia NGC 4739 foi descoberta em 3 de Março de 1786 por William Herschel.